# Ewa Hedkvist Petersen
Ewa Maria Hedkvist Petersen, född 15 januari 1952 i Arvidsjaur, är en svensk politiker. Hon har haft ett flertal politiska poster för Socialdemokraterna, bland annat som europaparlamentariker 1999–2007 och riksdagsledamot 1985–1994. Innan de politiska uppdragen arbetade hon som socialarbetare (socionom). Hon var skolchef i Piteå kommun 1994-1998. 
Hedkvist Petersen har varit vice ordförande för Svenska Filminstitutet och ordförande för Filmpool Nord. Hon har varit regeringens särskilda utredare om införande av en svensk barnombudsman och ordförande för den parlamentariska kommittén mot barnmisshandel. Samt ledamot av styrelsen för Luleå tekniska universitet.
Hedkvist Petersen var den svenska regeringens vindkraftssamordnare 2006–2010. Hon blev 2010 projektledare vid Norrbottens läns landstings regionala enhet. Mellan 2013 och 2018 arbetade Hedkvist Petersen som samordnare för Nordiska samarbetskommitten/Nordic Older People's Organisation.
Ewa Hedkvist Petersen är gift med Luleå kommuns tidigare kommunalråd Karl Petersen. De är föräldrar till Åsa Petersen.